# Loiolako Erriberak

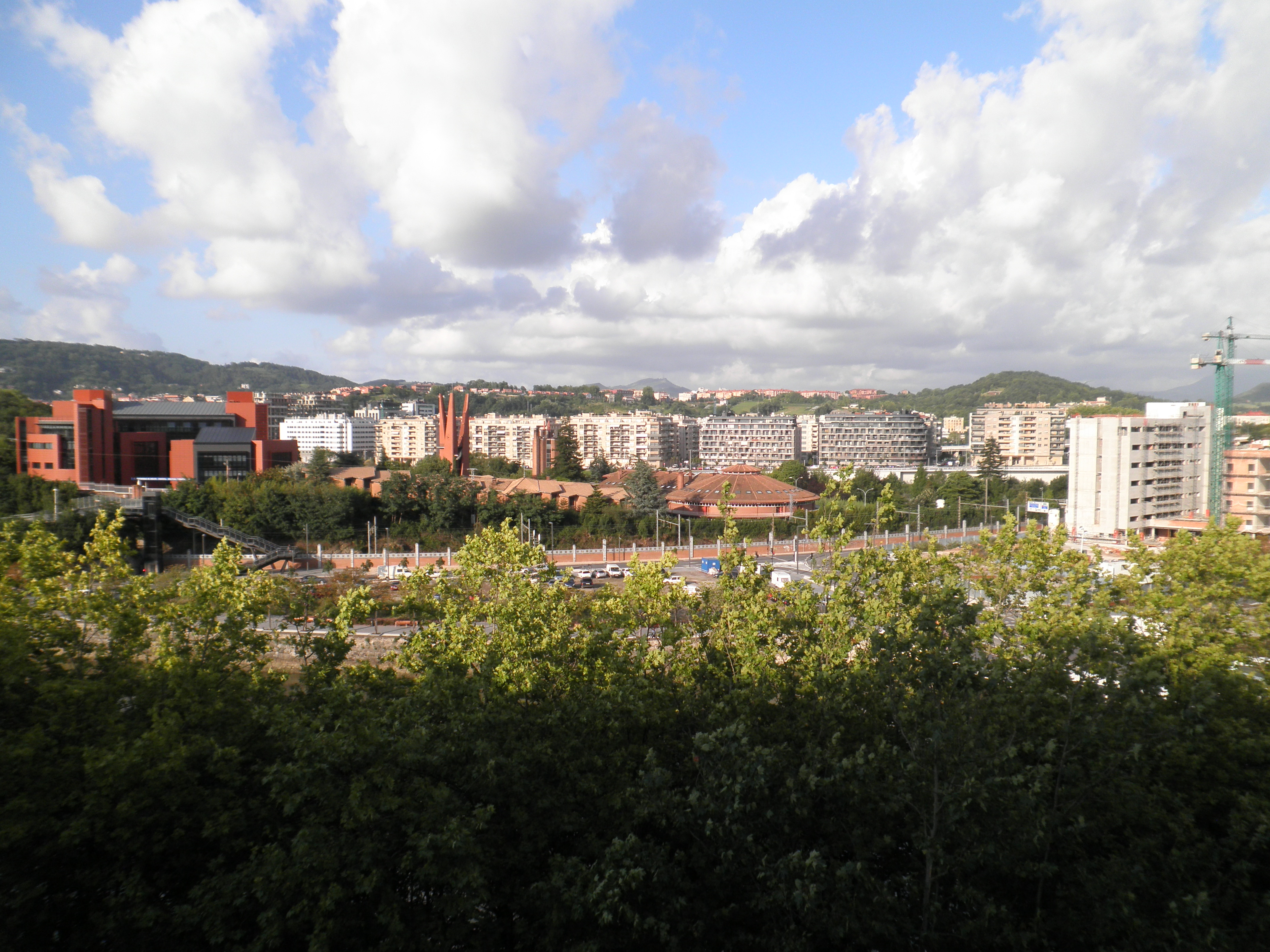
Loiolako Erribera i Mundaiz

Loiolako Erribera (basc) o Riberas de Loyola (castellà) és una barriada de Sant Sebastià a la conca del riu Urumea, entre els barris de Amara Berri i Loiola. El 31 de desembre de 2008 tenia 2.122 habitants
encara que està previst que quan el barri estigui completament finalitzat i els seus pisos habitats tindrà prop de 6.000 habitants. Està planejada la construcció de diferents infraestructures per donar servei a aquest barri, com un poliesportiu, una església, supermercats, un centre de salut i un col·legi; alguns d'aquests equipaments encara no s'han finalitzat.

## Història
La primera edificació de la qual es té constància a la zona va ser el molins de marees conegut com a Errota Berri (molí nou), també anomenat Naza Errota o Santander Errota. Aquest molí se situava en la part nord de l'actual barri, a la vora del riu Urumea i es creu que va ser construït cap a 1536. El molí va sobreviure fins ben entrat el segle xx, sofrint greus danys en les inundacions de 1953 i 1965 que el deixaren en runes. Va ser l'últim molí de marea que va existir a Sant Sebastià i les seves últimes restes van desaparèixer amb la construcció del polígon del barri. El parc situat al nord del barri rebrà el nom de Parc d'Errota Berri en record seu.
El terreny sobre el qual s'assenta el barri està format per un al·luvió fluvial. La zona va tenir un caràcter palustre, amb aiguamolls i jonqueres fins que va ser dessecada i convertida en terres de cultiu allà pel segle xvii. Es creu que va ser algun integrant de la família Beroiz, que tenia possessions a la zona (el seu nom apareix vinculat a Errota Berri al segle XVII) i que va tenir durant aquest segle a varis dels seus membres com a funcionaris públics de la vila (alcaldes, regidors, jurats) el promotor del sanejament de la zona.
Des de la dessecació de la zona i durant els segles següents la zona de Loiolako Erriberak va estar englobada en una zona més àmplia anomenada Riberas de Santiago (Santiyoko Erriberak en basc). Aquesta zona d'hortes pertanyia al barri de Loiola i rebia el seu nom del caseriu Santiago, que se situava a l'altura de l'actual carrer Catalina de Erauso del barri d'Amara Berri. El caseriu Santiago va ser una concorreguda i famosa sidreria, que va desaparèixer amb la urbanització del barri d'Amara Berri en la dècada de 1950. La construcció de la trinxera del ferrocarril en la dècada de 1860 va partir les Riberas de Santiago en dos sectors, sent el terç septentrional situat a un costat de la trinxera l'actual barri de Loiolako Erriberak mentre els 2/3 restants situats al sud de la trinxera formen part de l'actual barri d'Amara Berri.
A mitjan segle xx va començar a urbanitzar-se la part sud de les Riberes de Santiago després de canalitzar-se i desviar-se el curs del riu, donant naixement al barri d'Amara Berri. A partir d'aquest moment va caure en desús la denominació de Riberas de Santiago i va començar a aplicar-se la de Loiolako Erriberak a la zona més septentrional i que havia quedat sense urbanitzar. En la dècada de 1970 Riberes de Loyola va anar parcialment utilitzada per a la construcció de les infraestructures viàries d'entrada a la ciutat quan va ser construïda la variant de Sant Sebastià (A-8).